# Andert-et-Condon
Andert-et-Condon ([ɑ̃.dɛ.ʁe.kɔ̃.dɔ̃]) es una comuna francesa situada en el departamento de Ain, de la región de Auvernia-Ródano-Alpes.

## Demografía
| 166 | 159 | 184 | 276 | 262 | 275 | 319 | 337 | 330 |
| Para los censos de 1962 a 1999 la población legal corresponde a la población sin duplicidades (Fuente: INSEE [Consultar]) |     |     |     |     |     |     |     |     |